# Almunia (agricultura)
El término almunia deriva del término árabe hispano almúnya (huerto o granja) y este a su vez del árabe clásico munyah (deseo), con la incorporación del artículo determinado (al-munyah). Originalmente, designaba a un huerto o a una granja y por extensión a una finca campestre o casa de campo, rodeada de jardines y de tierras de labor buenas para el cultivo. Las fuentes escritas dan a entender que en al-Ándalus las almunias podían compaginar una doble vertiente, en mayor o menor grado: eran núcleos de producción agrícola de extensión considerable, pero también finca de recreo en manos de linajes aristocráticos que servía de residencia ocasional.
Textos árabes de época coetánea describen las características y ubicación de diferentes almunias en el califato de Córdoba. El geógrafo oriental Al-Muqaddasi las describe en Granada; mientras que los Anales de Alhakén II narran como este califa omeya disponía de distintas almunias en las cuales pasaba parte de su tiempo de recreo; estos mismos anales dejan constancia de la existencia de otras almunias en las inmediaciones de la capital omeya, cuyos propietarios eran sendos notables cordobeses, proporcionan una breve y sintética descripción cuando cuentan que el gran fatá Durri regaló al califa su hermosa almunia del Guadarromán «con cuanto tenía dentro y fuera de ella: jardines bien regados, tierras labrantías, esclavos, esclavas, bueyes y bestias de carga». El literato y erudito cordobés Ibn Hazm es una importante fuente para conocer las almunias de la Córdoba del siglo XI. 
El uso y significado del término explican que el mismo se haya toponimizado con relativa facilidad, dando lugar a nombres de lugar como Almunia de San Miguel (Toledo), Almunia de San Juan (Huesca), La Almunia de Doña Godina (Zaragoza) o Ráfol de Almunia (Alicante), poblaciones situadas en zonas especialmente buenas para el cultivo, auténticos huertos, pero también daba nombre a zonas más extensas, abarcando toda una comarca, como la de La Armuña en (Salamanca), en la que hay también poblaciones que lo llevan en el nombre: Monterrubio de Armuña o el Pedroso de la Armuña.

## Historia
En el caso del noreste peninsular, la almunia nació como resultado de la apropiación de tierras muertas, tradicionalmente vinculadas, no en propiedad, de gentes que vivían en alquerías rurales. La pérdida del carácter comunal y público del suelo rural sería una de las bases de la política económica del califato, y siguió con los reinos de taifas. 
La situación de las almunias podía ser cerca de las ciudades, en torno a cursos fluviales, próximas a vías de comunicación y, las más recientes, de hacia el siglo XI, en los campos de secano cercanos a las alquerías. Esta ocupación del territorio responde, no a las necesidades de explotación, sino que estaba ligada a la evolución histórica, a medida que al-Ándalus recorre sus fases históricas. El cultivo era doble, tanto de secano como de regadío, por lo que podían cultivarse cereales de secano o de regadío, frutales, hortalizas y plantas útiles para la industria textil o cestera. Para aumentar la productividad de las explotaciones, solían disponer de palomares de los que aprovechaban los pichones para comer y los excrementos como abono de los campos.
Dado que designa unos campos de cultivo especialmente buenos, se supone que este tipo de asentamiento por lo general estaría vinculado a grupos dirigentes que los tenían en régimen de propiedad. Cuando una almunia, grande o pequeña, se destinaba también a finca de recreo, es de suponer que en ella se edificaba una mansión, por lo que en algunos lugares, se entiende por ese nombre también el edificio (por la misma razón que a menudo se conoce como "la finca" a la casa que hay en la finca). A veces se llama así a algún castillo o fortaleza, pero muy probablemente, a menudo se confunde la palabra almunia con almudena que significa alcázar o ciudadela (diminutivo de madina, ciudad).
El apogeo de este modelo de asentamiento corresponde al siglo XI, cuando se consolida y expanden las élites urbanas dirigentes que extienden la zona de vinculación más allá de los núcleos urbanos, adentrándose en las zonas rurales. El mismo es un indicador de la dinámica productiva de estos agentes sociales poseedores del poder económico y político, y que ahora establecen su hegemonía social.  Desde un punto de vista económico, al-Ándalus se define como una sociedad tributaria-mercantil, la cual en el siglo XI se acentúa de la mano de procesos de adquisición de nuevas propiedades por parte de la élite social.